# Trevor Story
Trevor John Story (Irving, 15 novembre 1992) è un giocatore di baseball statunitense che gioca nel ruolo di interbase per i Boston Red Sox della Major League Baseball (MLB).

## Carriera

### Inizi e Minor League Baseball
Nato e cresciuto a Irving nel Texas; dopo aver ottenuto il diploma alla Irving High School nella sua città natale, Story fu scelto nel corso del primo giro (45º assoluto) del Draft MLB 2011 dai Colorado Rockies, esordendo l'anno stesso nella classe Rookie. Nel 2012 giocò nella classe A e l'anno successivo passò alla classe A-avanzata. Nel 2014 divise l'impegno tra la classe A-avanzata e la Doppia-A e nel 2015 allo stesso modo tra la Doppia-A e la Tripla-A.

### Major League Baseball
Debuttò nella MLB il 4 aprile 2016, al Chase Field di Phoenix contro gli Arizona Diamondbacks, battendo due fuoricampo su lancio di Zack Greinke, diventando il sesto giocatore della storia a riuscirvi nella sua prima partita. In seguito stabilì un record per un rookie battendo sei home run nelle prime quattro partite. Il 2 agosto chiuse la sua stagione per un infortunio al pollice, terminando con 27 fuoricampo. Nel 2017 ebbe successo scendendo a una media battuta di .232 e guidando la National League in strikeout subiti con 191.
Nel 2018, Story fu convocato per il suo primo All-Star Game, convocazione bissata l'anno successivo. Il 2 maggio 2019 superò Alex Rodriguez diventando il più rapido interbase a raggiungere i 100 fuoricampo in carriera, alla 448ª partita. Divenne free agent al termine della stagione 2021.
Il 23 marzo 2022, Story firmò un contratto esennale dal valore complessivo di 140 milioni di dollari con i Boston Red Sox.

## Palmarès
- MLB All-Star: 2

2018, 2019
- Silver Slugger Award: 2

2018, 2019
- Capoclassifica in basi rubate: 1

NL: 2020
- Esordiente del mese: 1

NL: aprile 2016
- Giocatore della settimana: 4

NL: 10 aprile e 24 luglio 2016, 15 luglio 2018, 2 giugno 2019